# ニュース&ウェザー (FNN系)
『ニュース&ウェザー』（ニュースアンドウェザー）は、1990年10月1日から同年11月2日までと1992年3月30日から同年4月3日にかけてフジテレビで放送された平日朝の情報番組。

## 第1期
1990年10月1日 - 11月2日、『アンテナホット7』と『朝だ!どうなる』のつなぎ番組として約1か月間にわたって放送。テレビ長崎は当番組開始当日の1990年10月1日に日本テレビ系列を脱退し、フジテレビ系列シングルネットに切り替わったため、当番組からフジテレビ系列朝の情報番組枠のネットを開始した。

### 出演者
- 智田裕一（当時フジテレビアナウンサー）
- 松井みどり（当時フジテレビアナウンサー）

### 放送時間
- 月曜 - 金曜 7:00 - 7:15 (JST)

## 第2期
1992年3月30日 - 4月3日、『おめざめ天気予報』と『モーニングLIVE』のつなぎ番組として5日間にわたって放送。

### 出演者

#### メインキャスター
全員フジテレビアナウンサー（当時）。そのまま『モーニングLIVE』キャスターに就任し、1992年4月6日から1993年3月31日まで務めた。
- 1992年3月30日 - 4月1日：境鶴丸・佐藤里佳
- 1992年4月2日 - 4月3日：長坂哲夫・木幡美子

#### 報道センター
全員フジテレビアナウンサー（当時）。『FNN World Uplink』キャスターと兼務した。
- 1992年3月30日 - 31日：露木茂
- 1992年4月1日 - 4月3日：向坂樹興

### 放送時間
- 月曜 - 金曜 6:00 - 6:30 (JST)

| フジテレビ系 平日朝の情報番組枠      | フジテレビ系 平日朝の情報番組枠 | フジテレビ系 平日朝の情報番組枠 |
| 前番組                               | 番組名                          | 次番組                          |
| ------------------------------------ | ------------------------------- | ------------------------------- |
| アンテナホット7                      | ニュース&ウェザー（第1期）      | 朝だ!どうなる                   |
| フジテレビ系 平日早朝の情報番組枠    |                                 |                                 |
| おはようスポーツ545 おめざめ天気予報 | ニュース&ウェザー（第2期）      | モーニングLIVE                  |